# Самойлович Рудольф Лазарович
Рудо́льф Ла́зарович Самойло́вич (*1 вересня 1881, Азов — 1940) — полярний дослідник, мандрівник та геолог. Автор описів ґрунтів Карелії. Жертва сталінського терору.

## Біографія
Народився 1 вересня 1881 в Азові у заможній сім'ї. Закінчивши Маріупольську гімназію, Самойлович поступив на фізико-математичний факультет Одеського університету. Там же він вступив до революційного гуртка і потрапив під нагляд поліції. Продовжив освіту у Німеччині у Королівській саксонській гірничій академії Фрайберга.
Під час навчання в Німеччині Самойлович знов втягнувся в революційну діяльність. У революційний 1905 рік він повертається до Азова, потім у Ростов, де знову потрапляє під нагляд поліції. У 1906 його заарештовують, висилають по етапу в Архангельську губернію, звідки незабаром він утікає до Петербургу і встановлює зв'язок з Петербурзьким комітетом РСДРП. У серпні 1908 він був знов арештований і висланий на три роки в селище Пінега Архангельській губернії. Тут гірничий інженер Самойлович зайнявся дослідженнями геології Пінезького краю. Улітку 1910 йому дозволили поселитися в Архангельську, де він став секретарем «Товариства з вивчення російської Півночі» і одночасно секретарем Товариства політичних засланців. Тут він познайомився з полярним геологом Русановим. Їх пов'язували наукові інтереси, а також підпільна революційна діяльність, арешти і посилання. Під впливом Русанова Самойлович почав мріяти про арктичні експедиції. Відтоді все життя Самойловича стало тісно пов'язаним з Північчю. У вересні 1911 він взяв участь в першій російській експедиції на Шпіцберген на вітрильному судні «Жак Картьє». Проте експедиція завершилася невдачею: судно жорстоким штормом було викинуто на норвезький берег. Через рік була організована друга російська шпіцбергенськая експедиція, керівником якої став Русанов. Він запросив з собою Самойловича. На кораблі «Геркулес» експедиція прибула на Шпіцберген. У подальші декілька років Самойлович займався обробкою зібраних колекцій, подальшими дослідженнями на Шпіцбергені, організацією акціонерського товариства «Грумант», що зайнялося розвідкою і оформленням родовищ, видобутком кам'яного вугілля і доставкою його на материк. Два дореволюційні роки Самойлович присвятив геологічним дослідженням в північній Карелії, де були знайдені великі родовища польового шпату і слюди.
Після більшовицького перевороту Самойлович передав уряду РРСФР свої права на шпіцбергенськую концесію, закріпивши за Росією права на видобуток вугілля. Вже в 1918 відправляє на Шпіцберген першу експедицію. Сам же він разом з іншими фахівцями займається організацією Комісії з вивчення Півночі. При активному сприянні наркома торгівлі і промисловості Красіна, котрий добре знав Самойловича, така Комісія на початку 1919 була створена. Самойлович був призначений секретарем президії Комісії.
У лютому 1920, у Вологді проходила нарада при особливій продовольчій комісії Північного фронту. Самойлович зробив доповідь про перспективи гірничозаводської промисловості на півночі Росії. Нарада висловилася за негайну організацію спеціального органу, покликаного вивчати і освоювати північ країни. 4 березня 1920 р. рішенням Президіуму ВРНГ була створена «Північна науково-промислова експедиція», що стала родоначальницею нинішнього Арктичного і Антарктичного науково-дослідного інституту. У березні 1925 «Північна Науково-промислова експедиція» була реорганізована в Інститут з вивчення Півночі. Його директором став Самойлович.
Знаменним епізодом в житті і роботі Самойловича був очолюваний ним порятунок експедиції на дирижаблі «Італія» Умберто Нобіле. В травні 1928 було ухвалено рішення про направлення радянської рятувальної експедиції на криголамі «Красін» та криголамних пароплавах «Малигін» і «Сєдов». Начальником експедиції на «Красині» був призначений Самойлович. З великими труднощами красинцям вдалося пробитися до п'ятьох учасників експедиції Нобіле та підібрати живими двох супутників Мальмгрена, що загинув намагаючись дістатись до бухти Конгсфьорд на Шпіцбергені щоб повідомити про катастрофу.

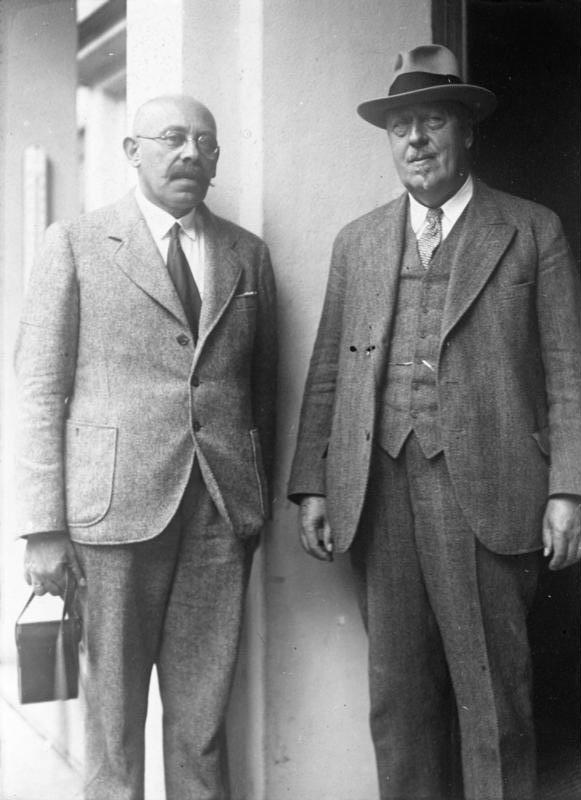
Рудольф Самойлович і Гуго Еккенер

Дорогою до Ленінграда «Красин» відвідав один з островів архіпелагу Землі Франца-Йосифа. Тут Самойлович підняв Прапор СРСР і тим самим фактично оголосив Землю Франца-Йосифа більшовицькою територією. Офіційно цей акт був здійснений через рік, коли експедиція урядового комісара О. Ю. Шмідта на криголамному пароплаві «Седов» відвідала архіпелаг. Самойлович, як заступник начальника експедиції, взяв участь в цій урочистій церемонії.
Ленінград, а потім і Москва з тріумфом зустріли учасників рятувальної експедиції. Учасники, що найбільше відзначилися, були нагороджені орденами. Професор Самойлович отримав орден Трудового Червоного Прапора.
У 1930 Інститут з вивчення Півночі був перетворений у Всесоюзний Арктичний інститут (ВАІ). Два роки його очолював Шмідт, а Самойлович залишався його заступником. У 1932 після організації «Главсевморпуті» Самойлович знов стає директором ВАІ. На цій посаді він не залишає експедиційну діяльність.
У 1931, професор Самойлович став науковим керівником великої міжнародної повітряної експедиції на германському дирижаблі «Граф Цепелін». «Граф Цепелін» з науковими цілями пролетів над значною частиною радянської Арктики, зробивши при цьому докладну аерофотозйомку.
Починаючи з 1932, який увійшов до історії як Другий Міжнародний Полярний рік, Самойлович майже щорічно виходить до Арктики на чолі великих комплексних експедицій на криголамних пароплавах «Володимир Русанов», «Георгій Сєдов» і «Садко».
В 1935  Арктичному інституту виповнилося 15 років. Цей ювілей широко відзначався по всій країні. «Правда» і інші газети публікують ухвалу ЦВК СРСР про нагородження Самойловича орденом Леніна: «за плідну роботу з вивчення полярних районів (Арктики)». В 1936 Самойловича призначають начальником 2-ї високоширотної експедиції (ВШЕ) на «Садко». Не зважаючи на складність льодових умов в 1936, експедиції вдалося виконати цінні всебічні дослідження в протоках Землі Франца-Йосипа, на півночі Баренцового і Карського морів, а також відвідати ряд маловивчених островів.
В кінці липня 1937 вийшла в морі 3-а ВШЕ на «Садко». Її начальником знов призначений Самойлович. Це була його остання 21-а експедиція. У її завдання входило обстеження північної частини моря Лаптєвих, району на північ від Новосибірських островів, де впродовж багатьох років шукали Землю Саннікова.
21 травня 1938 професор Самойлович повернувся до Ленінграда. Мала відбутися обробка і аналіз багатющих матеріалів, зібраних третьою ВШЕ. Проте цьому не судилося здійснитися. У ВАІ, як і у всьому «Главсевморпуті», набирала силу кампанія з виявлення «ворогів народу».

## Сталінський терор
У серпні 1938 Самойлович був арештований. Ніяких достовірних свідоцтв про його подальшу долю з тих пір не з'явилося. За одними даними він був розстріляний в березні 1939, за іншими — помер в травні 1940. Його ім'я, наукова і організаторська діяльність довгий час замовчувалися. У 1957 році Самойлович був реабілітований.

## Увічнення пам'яті
На географічній карті Арктики його ім'я носять острів, бухта, гавань, протока і льодовиковий купол. У Антарктиці є півострів, мис і гора Самойловича.